# Ohio and Indiana Floods
Ohio and Indiana Floods è un cortometraggio muto del 1913.

## Produzione
Il film fu prodotto dalla Selig Polyscope Company.

## Distribuzione
Il film - un documentario in una bobina - uscì nelle sale cinematografiche statunitensi il 1º aprile 1913. Era parte di Tornado and Flood Specials, un programma di pellicole distribuito dalla General Film Company sui disastri naturali che includeva i cortometraggi (tutti del 1913) Omaha, Nebraska Tornado, Ohio Floods e Dayton, Ohio Flood Disaster.